# Anna Diop
Mame-Anna Diop (nascuda el 6 de febrer de 1988) és una actriu i model senegalesa instal·lada als Estats Units. És coneguda sobretot pel seu paper de Kory Anders a la sèrie de la HBO que representa els còmics de DC, els Titans. Diop també protagonitzà la sèrie de misteri sobrenatural de CW The Messengers (2015) i el thriller de la Fox 24: Legacy (2017). També apareix en el film de por Us (2019).

## Vida
Diop va néixer al Senegal, però als sis anys d'edat va anar a viure als Estats Units. Als 16 anys va migrar a la ciutat de Nova York per seguir una carrera com a actriu i model. El 2006, va fer el seu debut televisiu, a la sèrie Everybody Hates Chris. En els anys següents, participà com actriu convidada a les sèries Lincoln Alçades, Whitney, i Touch. El 2013 Diop va ser part de l'elenc del film The Moment. El 2015, Diop va fer el paper de Rose Arvale a la mini-sèrie The Messengers. Posteriorment va aparèixer a la sèrie Quantico i obtení un rol recurrent en la sèrie d'Oprah, Greenleaf. El 2017, Diop fou una actriu regular de la sèrie 24: Legacy. A partir de 2018 actua en el paper de la superheroïna Starfire a la sèrie Titans tot i que persones racistes es van oposar a que ho fes. El 2019 va formar part del càsting del film de terror Us dirigit per Jordan Peele.

## Filmografia

### Pel·lícules
| Any  | Títol                   | Funció              | Notes                 |
| ---- | ----------------------- | ------------------- | --------------------- |
| 2011 | Second Date Roxy        | Layla Tase          | Curtmetratge          |
| 2013 | El Moment               | Hawa                |                       |
| 2013 | While Expecting Cassius | Angela              | Curtmetratge          |
| 2013 | Double Negative         | Laila               | Curtmetratge          |
| 2016 | Message from the King   | Becca               |                       |
| 2017 | The Keeping Hours       | Kate                |                       |
| 2019 | Us                      | Rayne Thomas/Eartha |                       |
| TBA  | Something About Her     | Anna                | Post-producció        |
| TBA  | Nanny                   |                     | En procés de filmació |

### Televisió
| Any          | Títol                 | Funció                  | Notes                                     |
| ------------ | --------------------- | ----------------------- | ----------------------------------------- |
| 2006-2008    | Everybody Hates Chris | Diedra                  | Personatge recurrent; 4 episodis          |
| 2007         | Lincoln Heights       | Sharon                  | Episodi: "Suspicion"                      |
| 2011         | Whitney               | Cambrera                | Episodi: "Fist Date"                      |
| 2012         | Southland             | Noia                    | Episodi: "Wetnesday"                      |
| 2013         | Touch                 | Lila James              | Episodi: "Perfect Storm"                  |
| 2013         | Mingle                | Jennie                  | Pel·lícula televisiva                     |
| 2015         | The Messengers        | Rose Arvale             | Personatge principal; 13 episodis         |
| 2015         | Quantico              | Mia                     | Personatge recurrent; 2 episodis          |
| 2016         | Greenleaf             | Isabel                  | Personatge recurrent; 9 episodis          |
| 2016-2017    | 24: Legacy            | Nicole Carter           | Personatge principal; 12 episodis         |
| 2018         | Bosch                 | Desriee Zealy           | Rol de suport; 6 episodis                 |
| 2018–present | Titans                | Koriand'r / Kory Anders | Personatge principal; 24 episodis         |
| 2020         | Legends of Tomorrow   | Koriand'r / Kory Anders | Cameo, "Criss on Infinite Earths, Part 5" |

## Premis i honors
El 2019 va ser honorada en formar part de les 100 dones africanes de l'any pel medi Okayafrica.